# Louca de Saudade
"Louca de Saudade" é uma canção gravada pela dupla sertaneja Jorge & Mateus, lançada em 1 de abril de 2016 como segundo single extraído do álbum Como. Sempre Feito. Nunca (2016).

## Conteúdo e composição
"Louca de Saudade", assim como todas as faixas do disco, mantém a essência romântica que é característica da dupla. Escrita por Maurício Mello e Adriann Mendes.
Maurício Mello já havia escrito um sucesso da dupla, "Enquanto Houver Razões", enquanto Adriann já havia escrito um sucesso mais antigo da dupla, "tempo ao tempo" junto com mais dois autores.

## Recepção

### Desempenho nas paradas
| Paradas (2016)                                                   | Melhor posição |
| ---------------------------------------------------------------- | -------------- |
| Brasil - Billboard Brasil Hot 100 Airplay                        | 27             |
| Brasil - Billboard Brasil Regional Brasília Hot Songs            | 1              |
| Brasil - Billboard Brasil Regional Goiânia Hot Songs             | 7              |
| Brasil - Billboard Brasil Regional Campo Grande/Cuiabá Hot Songs | 6              |